# Or d'investissement
L'or d'investissement est le statut financier accordé aux acquisitions d'or, développé par l'Union européenne « Afin de favoriser l'utilisation de l'or comme instrument financier, cette directive met en place une exonération fiscale pour les livraisons d'or d'investissement ».
L'or d'investissement est défini comme l'or sous forme physique ainsi que, l'or d'investissement représenté par des certificats pour l'or alloué ou non alloué, ou négocié sur des comptes-or, notamment, les prêts et les swaps sur l'or qui comportent un droit de propriété ou de créance sur l'or d'investissement.

## Réglementation et Fiscalité
La directive européenne sur le régime de TVA applicable à l'or d'investissement arrête que «… la livraison, l'acquisition intracommunautaire et l'importation d'or d'investissement sont exonérées par les États membres de la taxe sur la valeur ajoutée ». L'article 15 de la loi de finances rectificative pour 1999 transpose en droit français cette directive européenne et modifie en conséquence les articles 261C et 298 sexdecies du CGI.
Ce régime d'exonération de TVA s'applique à tous les lingots, quel que soit leur poids, ayant une teneur en or prouvée d'au moins 995 millièmes. Aucun poinçon n'est requis pour être éligible à l'or d'investissement : « La définition de l'or d'investissement ne subordonne pas la qualification d'or d'investissement au marquage effectif de l'or ». Ce régime s'applique aussi par définition à la quasi-totalité des pièces à faible prime frappées après 1800 et ayant une teneur en or d'au moins 900 millièmes. Dans le cas des pièces la pureté est prouvée non par un certificat d'essayage, comme dans le cas des lingots, mais par les caractéristiques techniques de la pièce publiées par le fabricant (Monnaie de Paris, Monnaie royale canadienne, etc.).
Les médailles et jetons, même respectant une teneur en or d'au moins 995 millièmes, n'étant ni sous forme de barre, lingot ou plaquette, et n'ayant jamais eu cours légal, ne sont pas considérés comme or d'investissement mais sont fiscalement assimilés à des bijoux.
L'or d'investissement n'a aucun rapport avec l'or de bourse. L'or de bourse était le vocable employé pour désigner l'ensemble des produits or (lingots et pièces) cotés à la bourse de Paris. Le marché parisien ne cote plus aucune pièce ni lingot depuis le 30 juillet 2004. Euronext ayant clos le marché de l'or le 14 septembre 2004, cette notion d'or de bourse est donc devenue obsolète.
L'or physique est côté à Londres par la London Bullion Market Association (LBMA), deux fixings quotidiens à 10h30 et 15h30 servent de prix de référence pour une grande majorité des transactions dans le monde.

## Prix de l’or
L’or a été utilisé tout au long de l’histoire comme monnaie et a été une norme relative pour les équivalents de devises spécifiques aux régions ou aux pays économiques. De nombreux pays européens ont mis en œuvre des normes d’or dans la dernière partie du XIXe siècle jusqu’à ce qu’ils soient temporairement suspendus dans les crises financières impliquant la Première Guerre mondiale. Après la Seconde Guerre mondiale, le système de Bretton Woods a fixé le dollar des États-Unis à l’or à un taux de US $35 l’once troy. Le système a existé jusqu'au choc Nixon de 1971, quand les États-Unis ont unilatéralement suspendu la convertibilité directe du dollar des États-Unis à l’or et ont fait la transition vers un système de monnaie fiduciaire. La dernière grande monnaie à être séparée de l’or a été le franc suisse en 2000.
Depuis 1919, la référence la plus commune pour le prix de l’or a été la fixation de l’or de Londres, une réunion téléphonique deux fois par jour des représentants de cinq lingots-sociétés de négociation du marché des lingots de Londres. En outre, l’or est négocié en continu dans le monde entier sur la base du prix au comptant intra-jour, dérivé des marchés de vente aurifères en vente libre à travers le monde (code « XAU »).

## Supports d'investissement

### L'or physique

#### Lingots
La manière la plus traditionnelle d'investir dans l'or est d'acheter des lingots d'or. Dans certains pays, comme le Canada, l'Autriche, le Liechtenstein et la Suisse, ceux-ci peuvent facilement être achetés ou vendus dans les grandes banques. Alternativement, il existe des marchands de lingots qui offrent le même service. Les barres sont disponibles en différentes tailles. Par exemple, en Europe, les barres Good Delivery pèsent environ 400 onces troy (12 kg). Les barres de 1 kilogramme (32,2 oz) sont également populaires, bien que de nombreux autres masses existent, tels que les 10 oz (310 g), 1 oz (31 g), 10 g, 100 g, 1 kg, 1 Tael (50 g en Chine) et 1 Tola (11,3 g)[réf. souhaitée].
Les bonnes barres de livraison qui sont conservées dans le système du marché des lingots de Londres (LBMA) ont chacune une chaîne de contrôle vérifiable, en commençant par le raffineur et le testeur, et en continuant par le stockage dans des coffres reconnus par la LBMA. Les barres du système LBMA peuvent être achetées et vendues facilement. Si une barre est retirée des coffres et stockée en dehors de la chaîne d'intégrité, par exemple stockée à domicile ou dans un coffre-fort privé, elle devra être ré-dosée avant de pouvoir être renvoyée dans la chaîne LBMA. Ce processus est décrit dans les "règles de bonne livraison" de la LBMA.
La chaîne de contrôle de la LBMA comprend les raffineurs ainsi que les chambres fortes. Les deux doivent respecter leurs directives strictes. Les produits en lingots de ces raffineurs de confiance sont échangés à leur valeur nominale par les membres de la LBMA sans test de dosage. En achetant des lingots à un revendeur membre de la LBMA et en les stockant dans un coffre-fort reconnu par la LBMA, les clients évitent le besoin de procéder à un nouveau dosage ou les inconvénients en termes de temps et d'argent que cela coûterait.

### Pièces
Les pièces d’or sont un moyen courant de posséder de l’or. Les pièces de lingots sont évaluées en fonction de leur poids fin, plus une petite prime basée sur l’offre et la demande. Les tailles des pièces de lingots varient de 0,1 à 2 onces troy (3,1 à 62,2 g), avec la taille de 1 once troy (31 g)[réf. nécessaire].
Le Krugerrand est la pièce de lingots d’or la plus répandue, avec 46 millions d’onces troy (1 400 tonnes) en circulation. D’autres pièces communes de lingots d’or incluent, Napoléon ou Louis d’Or, 20 Francs Suisse (Vreneli), ou encore la pièce de 5 $ en or (Half Eagle). Lorsque la pièce d’or est vraiment rare, il est évident que l’exigence des acheteurs en termes de qualité est moindre et sont très peu sensibles aux facteurs externes tels que la fluctuation du cours de l’or[réf. nécessaire].

### L'or «papier»

#### Produits négociés en bourse
Les produits négociés en bourse peuvent comprendre des fonds négociés en bourse (FNB), des billets négociés en bourse (ETN) et des fonds à bout fermé (CEF), qui sont négociés comme des actions sur les principales bourses. Le premier FNB d’or, Gold Bullion Securities (symbole de ticker « GOLD »), a été lancé en Mars 2003 à la Bourse australienne, et représentait à l’origine exactement 0,1 onces troy (3,1 g) d’or. En novembre 2010, les actions SPDR Gold est le deuxième plus grand fonds négocié en bourse dans le monde par la capitalisation boursière. Les produits négociés en bourse (ETP) représentent un moyen facile d’obtenir une exposition au prix de l’or, sans l’inconvénient de stocker des barres physiques. Toutefois, les instruments aurifères négociés en bourse, même ceux qui détiennent de l’or physique au profit de l’investisseur, comportent des risques au-delà de ceux inhérents au métal précieux lui-même.
En règle générale, une petite commission est facturée pour le commerce des ETP d’or et de petites frais de stockage annuels sont facturés. Les dépenses annuelles du fonds, telles que les frais de stockage, d’assurance et de gestion, sont facturées en vendant une petite quantité d’or représentée par chaque certificat, de sorte que la quantité d’or dans chaque certificat diminuera graduellement au fil du temps.
Les fonds négociés en bourse, ou FNB, sont des sociétés d’investissement qui sont légalement classées comme des sociétés ouvertes ou des fiducies de placement unitaires (UIT), mais qui diffèrent des sociétés ouvertes traditionnelles et des UIT. Les principales différences sont que les FNB ne vendent pas directement aux investisseurs et qu’ils émettent leurs actions dans ce qu’on appelle des « unités de création » (grands blocs tels que des blocs de 50 000 actions). De plus, les parts de création ne peuvent pas être achetées en espèces, mais avec un panier de titres qui reflète le portefeuille du FNB. Habituellement, les unités de création sont divisées et revendues sur un marché secondaire.
Les actions de FNB peuvent être vendues de deux façons : les investisseurs peuvent vendre les actions individuelles à d’autres investisseurs, ou ils peuvent revendre les parts de création au FNB. De plus, les FNB rachètent généralement des parts de création en donnant aux investisseurs les titres qui composent le portefeuille plutôt que de l’argent comptant. En raison de la capacité de rachat limitée des actions des FNB, les FNB ne sont pas considérés comme des fonds communs de placement et ne peuvent pas s’appeler eux-mêmes .

#### Certificats
Les certificats d’or permettent aux investisseurs en or d’éviter les risques et les coûts associés au transfert et au stockage des lingots physiques (tels que le vol, l’écart d’offre et les coûts d’essai métallurgiques) en prenant en charge un ensemble différent de risques et de coûts associés au certificat lui-même (tels que les commissions, les frais de stockage et divers types de risque de crédit).
Les banques peuvent émettre des certificats d’or pour l’or qui est alloué (entièrement réservé) ou non alloué (mis en commun). Les certificats d’or non alloués sont une forme de banque de réserve fractionnée et ne garantissent pas un échange égal pour le métal en cas de course sur l’or de la banque émettrice sur le dépôt. Les certificats d’or attribués devraient être corrélés avec des barres numérotées spécifiques, bien qu’il soit difficile de déterminer si une banque attribue indûment une seule barre à plus d’une partie.
Les premiers billets de banque en papier étaient des certificats d’or. Ils ont été émis pour la première fois au XVIIe siècle quand ils ont été utilisés par les orfèvres en Angleterre et aux Pays-Bas pour les clients qui ont gardé des dépôts de lingots d’or dans leur coffre-fort pour la conservation. Deux siècles plus tard, les certificats d’or ont commencé à être émis aux États-Unis lorsque le Trésor américain a émis de tels certificats qui pourraient être échangés contre de l’or. Le gouvernement des États-Unis a autorisé l’utilisation des certificats d’or pour la première fois en 1863. Le 5 avril 1933, le gouvernement des États-Unis a restreint la propriété privée de l’or aux États-Unis et, par conséquent, les certificats d’or ont cessé de circuler sous forme d’argent (cette restriction a été annulée le 1er janvier 1975). Aujourd’hui, les certificats d’or sont encore délivrés par des programmes de piscine d’or en Australie et aux États-Unis, ainsi que par les banques en Allemagne, en Suisse et au Vietnam.

#### Comptes
De nombreux types de « comptes » d’or sont disponibles. Différents comptes imposent différents types d’intermédiation entre le client et son or. L’une des différences les plus importantes entre les comptes est de savoir si l’or est détenu sur une base attribuée (entièrement réservée) ou non allouée (mise en commun). Les comptes d’or non alloués sont une forme de banque de réserve fractionnée et ne garantissent pas un échange égal pour le métal en cas de course sur l’or de l’émetteur sur dépôt. Une autre différence majeure est la force de la réclamation du titulaire du compte sur l’or, dans le cas où l’administrateur de compte fait face à des passifs libellés en or (en raison d’une position courte ou nue à court terme dans l’or par exemple), la confiscation d’actifs, ou la faillite.
Beaucoup de banques offrent des comptes d’or où l’or peut être instantanément acheté ou vendu comme n’importe quelle devise étrangère sur une base de réserve fractionnée. Les banques suisses offrent un service similaire sur une base entièrement allouée. Les comptes de pool, tels que ceux offerts par certains fournisseurs, facilitent les créances hautement liquides mais non allouées sur l’or appartenant à la société. Les systèmes numériques de monnaie d’or fonctionnent comme des comptes de pool et permettent en outre le transfert direct d’or fongible entre les membres du service. D’autres opérateurs, en revanche, permet aux clients de créer un renflouement sur l’or attribué (non fongible), qui devient la propriété légale de l’acheteur.
D’autres plates-formes fournissent un marché où l’or physique est attribué à l’acheteur au point de vente, et devient leur propriété légale. Ces fournisseurs ne sont que les gardiens des lingots des clients, qui n’apparaissent pas dans leur bilan.
En règle générale, les banques de lingots ne traitent que dans des quantités de 1 000 onces troy (31 kg) ou plus dans des comptes attribués ou non alloués. Pour les investisseurs privés, l’or voûté offre aux particuliers d’obtenir la propriété de l’or voûté professionnel à partir d’exigences minimales d’investissement de plusieurs milliers de dollars américains ou des coupures aussi bas qu’un gramme.

#### Produits dérivés, CFD et paris à spread
Les produits dérivés, tels que les contrats à terme sur l’or, les contrats à terme et les options, se négocient actuellement sur diverses bourses à travers le monde et en vente libre (OTC) directement sur le marché privé. Aux États-Unis, les contrats à terme sur l’or sont principalement négociés sur la Bourse des matières premières de New York (COMEX) et Euronext. En Inde, les contrats à terme sur l’or sont négociés sur la National Commodity and Derivatives Exchange (NCDEX) et la Multi Commodity Exchange (MCX).
Depuis 2009, les détenteurs de contrats à terme sur l’or COMEX ont éprouvé des difficultés à prendre livraison de leur métal. En plus des retards chroniques de livraison, certains investisseurs ont reçu la livraison de barres ne correspondant pas à leur contrat en numéro de série et en poids. Les retards ne peuvent pas être facilement expliqués par des mouvements d’entrepôts lents, car les rapports quotidiens de ces mouvements montrent peu d’activité. En raison de ces problèmes, certains craignent que COMEX n’ait pas l’inventaire d’or pour soutenir ses reçus d’entrepôt existants.
En dehors des États-Unis, un certain nombre d’entreprises fournissent des opérations sur le prix de l’or par contrat pour les différences (CFD) ou permettent de parier sur le prix de l’or.

### Sociétés minières
Au lieu d’acheter de l’or lui-même, les investisseurs peuvent acheter les sociétés qui produisent l’or en tant qu’actions dans les sociétés minières aurifères. Si le prix de l’or augmente, on peut s’attendre à ce que les bénéfices de la société d’extraction d’or augmentent et la valeur de la société augmentera et on peut supposer que le cours de l’action augmentera également. Cependant, il y a beaucoup de facteurs à prendre en compte et il n’est pas toujours vrai qu’un cours de l’action augmentera lorsque le prix de l’or augmentera. Les mines sont des entreprises commerciales et sujettes à des problèmes tels que les inondations, les affaissements et les défaillances structurelles, ainsi que la mauvaise gestion, la publicité négative, la nationalisation, le vol et la corruption. De tels facteurs peuvent faire baisser le cours des actions des sociétés minières.
Le prix des lingots d’or est volatil, mais les actions et les fonds d’or sont considérés comme un risque encore plus élevé et encore plus volatil. Cette volatilité supplémentaire est due à l’effet de levier inhérent au secteur minier. Pour réduire cette volatilité, certaines sociétés minières d’or couvrent le prix de l’or jusqu’à 18 mois à l’avance. Cela permet à la société minière et aux investisseurs d’être moins exposés aux fluctuations à court terme des prix de l’or, mais réduit les rendements lorsque le prix de l’or augmente.

## Imposition
L'or conserve une position particulière sur le marché avec de nombreux régimes fiscaux. Par exemple, dans l'Union européenne, le négoce de pièces d'or et de produits en lingots reconnus est exempt de TVA. L'argent et les autres métaux précieux ou matières premières n'ont pas la même allocation. D'autres impôts tels que l'impôt sur les plus-values peuvent également s'appliquer pour les particuliers en fonction de leur résidence fiscale. Les citoyens américains peuvent être imposés sur leurs bénéfices sur l'or au taux des objets de collection ou des gains en capital, selon le véhicule d'investissement utilisé.

## Escroqueries et fraudes
L'or attire une bonne partie des activités frauduleuses. Certains des plus courants sont:
- Argent contre or – Avec la hausse de la valeur de l'or due à la crise financière de 2007-2010, il y a eu une augmentation du nombre d'entreprises qui achèteront de l'or personnel en échange d'argent ou vendront des investissements en lingots et pièces d'or. Plusieurs d'entre eux ont des plans de marketing prolifiques et des porte-parole de grande valeur, tels que les anciens vice-présidents. Bon nombre de ces sociétés font l'objet d'une enquête pour diverses allégations de fraude en valeurs mobilières, ainsi que pour blanchiment d'argent pour des organisations terroristes[10],[11],[12]. De plus, étant donné que la propriété n'est souvent pas vérifiée, de nombreuses entreprises sont considérées comme recelant des biens volés, et plusieurs lois sont à l'étude comme méthodes pour limiter cela[13].
- Vendeurs de poussière d'or - Cette escroquerie persuade un investisseur d'acheter une quantité d'essai d'or véritable, puis livre finalement des limaille de laiton ou similaire.
- Pièce en or contrefaites[14].